# ゴー!!ゴー!!マリオカート
『ゴー!!ゴー!!マリオカート』は、エンターブレイン刊『ファミ通キューブ+アドバンス』（現『ファミ通DS+Wii』）の別冊付録「ファミ2コミック」で2006年2月号から7月号まで連載されたおぎのしんの漫画作品。任天堂のレースゲーム『マリオカートDS』が原作。全7話。

## 概要
『マリオカートDS』に登場する、マリオを初めとするキャラクターたちが優勝を向けて大奮闘するレースコミックである。この作品では他のマリオシリーズの漫画に多いギャグ的な面はあまり描かれておらず、珍しくシリアス的なところが描かれている。

## 登場人物

### ドライバー
- マリオ
- ルイージ
- ピーチ
- ヨッシー
- キノピオ
- ワリオ
- ドンキーコング
- クッパ

なお、レーシングドライバーでは、隠しキャラクターであるデイジー・ワルイージ・カロン・HVC-012は登場しない。

### その他
- キノピコ
- キノじい
- ノコノコ
- ジュゲム（実況なのだが出番が少ない）
- 実況（作者のオリジナルらしい）